# Ludwig August Boßler
Ludwig August Boßler auch Bossler (* 10. Dezember 1838 in Darmstadt; † 21. März 1913 in Auerbach) war ein deutscher Philologe, Gymnasiallehrer und -direktor, Ortsnamenforscher sowie Botaniker.

## Leben und Wirken
Ludwig August Boßler wurde als ältester Sohn des Altphilologen und Direktors des Ludwig-Georgs-Gymnasiums Christian Ludwig Boßler geboren. Durch seine Mutter Mathilde (1819–1895), eine geborene Hegar, gehörte er zu den Neffen des Gynäkologen Alfred Hegar.
Boßler besuchte das seit 1857 unter der Leitung seines Vaters stehende Ludwig-Georgs-Gymnasium in Darmstadt, wo er die Abiturprüfung erfolgreich ablegte. Sein jüngerer Bruder Karl August Boßler (1840–1890) wurde 1867 Gymnasiallehrer an diesem Darmstädter Gymnasium.
Anschließend begann Ludwig Boßler das Studium der Mathematik und der Naturwissenschaften an den Universitäten Gießen und Göttingen, das er Ostern 1863 beendete. Es folgte bis 1865 die Tätigkeit als Privatlehrer in Darmstadt. Ostern 1865 schloss Boßler ein Studium der deutschen Philologie sowie der romanischen Sprachen an der Universität Tübingen an, das er mit der Dissertation Versuch einer Darstellung der italiänischen Pronomina mit besonderer Rücksicht auf ihren Gebrauch bei Dante als Doctor philosophiae abschloss. Danach war er bis 1868 als Lehrer für neue Sprachen und Realien an Privatschulen in Bad Cannstatt und Miltenberg tätig. Nach Ablegung der bayerischen Staatsexamina für das Lehramt in französischer Sprache für humanistische und Realgymnasien sowie Gewerbe- und lateinische Schulen im Oktober 1868 erfolgte der provisorische Ruf an das Gymnasium Rutheneum in Gera.
1871 verließ Ludwig Boßler das Rutheneum, welchem er seit 1870 durch Dekret des Fürsten Heinrich XIV. Reuß jüngere Linie als ordentlicher Gymnasiallehrer angehört hatte, um die Stellung des Direktors am Realgymnasium Weißenburg im Elsass einzunehmen. Im Herbst 1874 erfolgte die Ernennung zum Direktor des Realgymnasiums in Bischweiler, das er bis 1881 leitete.
1887 war Boßler Schriftführer des Tierschutzvereins für das Großherzogtum Hessen.

### Verdienste
Ludwig August Boßler erwarb sich große Verdienste um die Toponymie des heutigen Département Bas-Rhin sowie um die Botanik im Elsass. So stellte er 1877 als Erster die Flora des ehemaligen Reichslandes Elsaß-Lothringen in deutscher Sprache dar. Dies sollte es ermöglichen, die verschiedenen Pflanzenarten nach dem System Carl von Linnés zu klassifizieren. Seine wissenschaftlichen Erkenntnisse und Forschungen veröffentlichte er überwiegend in der Zeitschrift für deutsche Philologie.

## Publikationen
- Bericht über die Verhandlungen der germanistischen Section der XXVI. Philologenversammlung zu Würzburg (1868). In: Zeitschrift für Deutsche Philologie, Bd. 1, 1869, S. 354–357, (ISSN 0044-2496).
- Einige Bemerkungen über Hildebrands rheinischen Accusativ. In: Zeitschrift für Deutsche Philologie, Bd. 1, 1869, S. 442–448 und Bd. 2, 1870, S. 190–191, (ISSN 0044-2496).
- Voltaires Glaubwürdigkeit in seiner Histoire de Charles XII. literarisch-historische Skizze, Gera 1870, (Digitalisat).
- Die Abtei Weissenburg im Elsass. In: Zeitschrift für deutsche Philologie, Bd. 4, 1873, S. 451–453, (ISSN 0044-2496).
- Die Ortsnamen des Kreises Weissenburg im Elsass. In: Zeitschrift für Deutsche Philologie, Bd. 6, 1875, S. 153–159, 329, (ISSN 0044-2496).
- Die Ortsnamen des Unter–Elsass. In: Zeitschrift für deutsche Philologie, Bd. 6, 1875, S. 404–417, (ISSN 0044-2496).
- Die Ortsnamen des Ober–Elsass. In: Zeitschrift für deutsche Philologie, Bd. 9, 1878, S. 172–183, (ISSN 0044-2496).
- Die Ortsnamen des Unter–Elsass. (Zusätze und Ergänzungen). In: Zeitschrift für deutsche Philologie, Bd. 9, 1878, S. 184–186, (ISSN 0044-2496).
- Flora der Gefässpflanzen in Elsass-Lothringen. Als Taschenbuch für botanische Excursionen, Straßburg 1877, (OCLC 1033703831).
- Die Ortsnamen von Starkenburg und Rheinhessen. In: Germania – Vierteljahrsschrift für Deutsche Alterthumskunde, Jg. 29, Neue Reihe, 1884, S. 307–335, (Digitalisat).